# Væb
Væb (произносится как «вайб») — исландский музыкальный дуэт, образованный в 2022 году. В его состав входят братья, певцы и рэперы Маттиас Давид и Хаульфдан Хельги Маттиассон. Представители Исландии на «Евровидение-2025» с песней «Róa».

## История
Дуэт дебютировал в индустрии звукозаписи со студийным альбомом «Væb tékk», выпущенным в сентябре 2022 года и предваряемым отрывками Aron Can (Borđar kál) (дань уважения одноимённому исполнителю) и «Þetta kallar á drykk».
С ремиксом Ofbođslega frægur (2023), созданным в сотрудничестве с Инги Бауэр, они добились своего первого коммерческого успеха, дебютировав в двадцатке лучших Tónlistinn. «Tölur tala» также вошла в национальный хит-парад, заняв 21-е место.
В феврале 2024 года они приняли участие в Söngvakeppnin, национальном отборочном туре на конкурс песни «Евровидение», с песней «Bíómynd», пройдя полуфинал, они вышли в финал, где заняли 4-е место. Тем не менее, «Bíómynd» оказалась самой популярной песней среди всех участников, став первой и единственной песней, вошедшей в исландский топ-10. Несколько месяцев спустя вышел их первый мини-альбом «Væbauer», записанный с Инги Бауэр.
В следующем году они были снова выбраны RÚV в качестве участников Söngvakeppnin, на конкурсе, где они выступали с песней «Róa», им удалось пройти полуфинал и выйти в финал. «Песня Róa» была объявлена победителем конкурса, став фаворитом жюри и публики; Таким образом, Væb заслужили право представлять Исландию на конкурсе песни «Евровидение-2025», где прошли в финал. Кроме того, «Roa» показала лучший результат в Тонлистинне, поднявшись на 4-е место.

## Состав
- Маттиас Давид Маттиассон (7 декабря 2004) — вокал
- Хальвдан Хельги Маттиассон (4 июня 2003) — вокал

## Дискография

### Студийные альбомы
- 2022 — Væb tékk

### EP
- 2024 — Væbauer (con Ingi Bauer)

### Синглы
- 2022 — Aron Can (Borđar kál)
- 2022 — Þetta kallar á drykk
- 2022 — Ríðum ríðum (con Háski e Rokkkór Íslands)
- 2022 — Alveg dagsatt (con Villi Neto e Barnakór Lindakirkju)
- 2023 — Ofbođslega frægur (con Ingi Bauer)
- 2023 — Tölur tala (feat. Herra Hnetusmjör)
- 2023 — Sömmer baby (con Disco Curly)
- 2023 — Ég er á leiðinni remix
- 2024 — Bíómynd
- 2024 — Til hamingju
- 2025 — Róa
- 2025 — DR.SAXOPHONE